# NGC 7119B
NGC 7119B is een spiraalvormig sterrenstelsel in het sterrenbeeld Kraanvogel. Het hemelobject werd op 6 september 1834 ontdekt door de Britse astronoom John Herschel.

## Synoniemen
- ESO 288-1
- AM 2143-464
- IRAS 21430-4644
- PGC 67322